# Falconer (Nowy Jork)
Falconer – wieś w Stanach Zjednoczonych, w stanie Nowy Jork, w hrabstwie Chautauqua.